# Willy Ronis

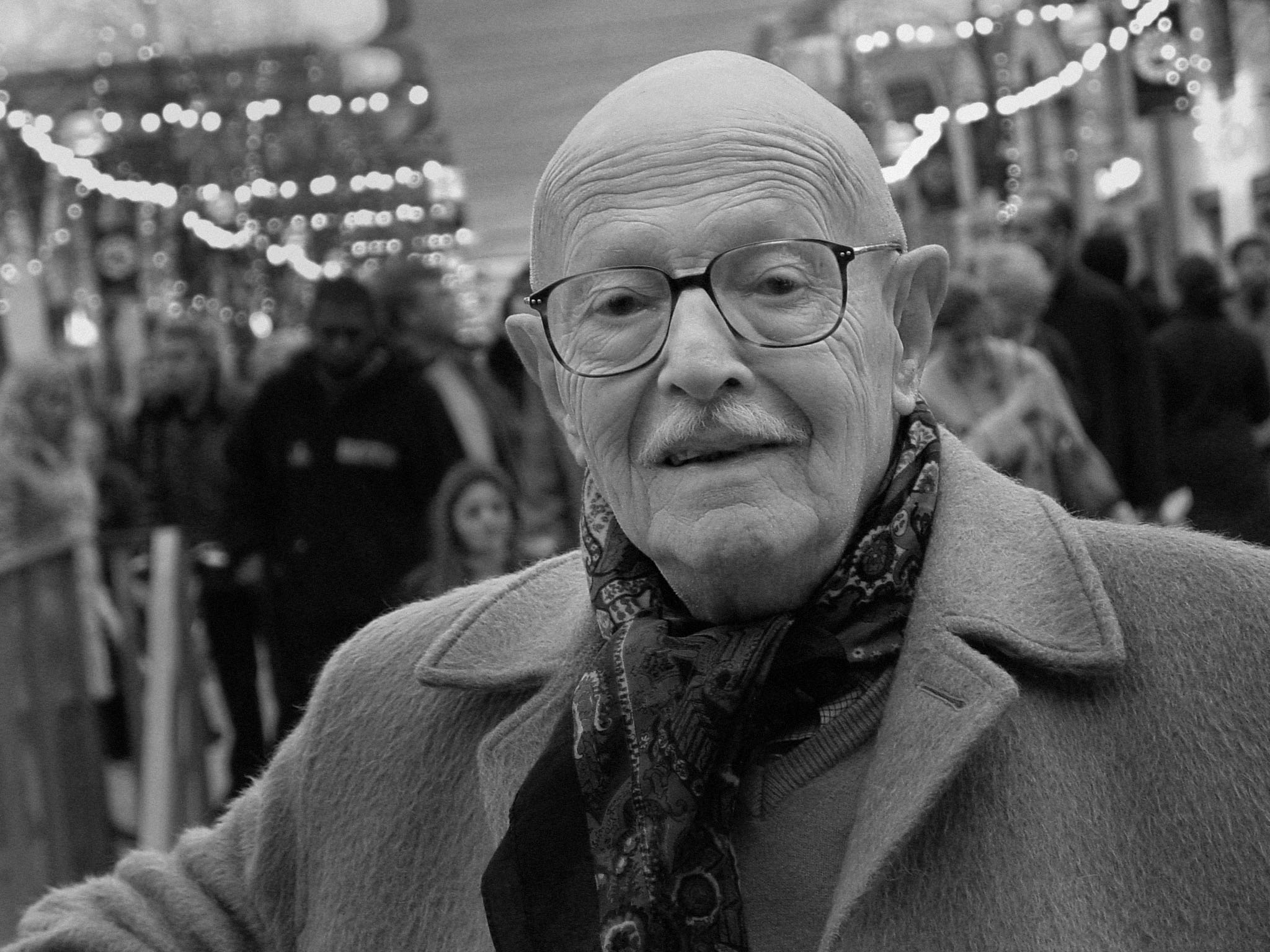
Willy Ronis

Willy Ronis [wiˈli ʀɔˈnis] (* 14. August 1910 in Paris; † 12. September 2009 ebenda) war ein vielfach ausgezeichneter französischer Fotograf. Ronis zählt mit Henri Cartier-Bresson, Sabine Weiss und Robert Doisneau zur französischen Schule des fotografischen Humanismus. Viele seiner Aufnahmen wurden zu Ikonen im kollektiven Gedächtnis.

## Leben und Werk
Vater Emmanuel Ronis arbeitete als Studio-Fotograf und stammte aus Odessa. Seine Mutter Ida Gluckmann kam aus Litauen und war als Pianistin und Klavierlehrerin tätig. Beide Eltern waren jüdische Immigranten. Eigentlich wollte Ronis Komponist werden, musste aber nach seinem Militärdienst im Jahre 1932 zur Unterstützung seines krebskranken Vaters in dessen Fotostudio am Boulevard Voltaire im 11. Arrondissement von Paris aushelfen. Als sein Vater im Juli 1936 starb, verkaufte er den Laden und zog weg. Ronis begann seine fotografische Karriere mit Sozialreportagen und veröffentlichte seine ersten Bilder 1936 in der kommunistischen Zeitschrift regards. Dabei dokumentierte er die Demonstration der französischen Volksfront am 14. Juli 1936, dem Nationalfeiertag Frankreichs.
Schon vor dem Krieg wandte er sich in seinen fotografischen Arbeiten „dem normalen Leben auf der Straße“ in Paris zu. Ronis arrangierte nicht die Personen in seinen Bildern, sondern überließ dem Zufall die Komposition. Sein Freund und Kollege Doisneau bewunderte an Ronis' Aufnahmen, dass er bei diesen immer den „richtigen“ Augenblick abgewartet hatte. Im Juli 1941 floh er nach Südfrankreich in die unbesetzte Zone. Dort lernte er seine Frau kennen, die Malerin Marie-Anne Lansiaux, und heiratete sie nach Kriegsende. Mit ihr hatte er den Sohn Vincent adoptiert.

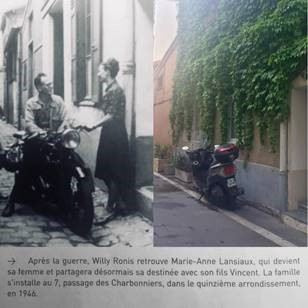
Willy Ronis und seine Frau vor ihrem Haus in der Passage des Charbonniers im 15. Arrondissement (Paris), 1946

1946 trat er der Foto-Agentur Rapho bei und wurde Mitglied der kommunistischen Fotografenvereinigung Groupe des XV. Er war der erste französische Fotograf, der für das Foto-Magazin Life arbeitete. In den 1960er Jahren überwarf er sich mit der Agentur Rapho und mehreren Zeitungen, da diese wiederholt seine Fotos sinnentstellend beschnitten und kommentiert hatten. Er kündigte bei Rapho und übernahm stattdessen notgedrungen Aufträge aus der Werbebranche. Nach der Niederschlagung des Prager Frühlings 1968 trat er aus der PCF aus, blieb jedoch seinen Idealen treu.
Er zog sich 1972 mit seiner Frau aus Paris zurück in das früher bewohnte Haus im provenzalischen Gordes. Die Ehe litt unter dem Einkommensverlust und das Ehepaar lebte sich auseinander. In den 1970er und 1980er Jahren unterrichtete er an der École municipale des beaux-arts et d’architecture in Avignon, danach an den Fakultäten von Aix-en-Provence und Marseille (Saint-Charles), wo er einen Kurs in Geschichte der Fotografie einrichtete. Eine Wiederkehr und eine späte Anerkennung von der Öffentlichkeit erfuhr er 1980 durch den Fotoband Sur le fil du hasard (= Dem Zufall auf der Spur), in dem er bisher noch nicht abgedruckte Aufnahmen zeigte. 1983 vermachte er sein fotografisches Erbe dem französischen Staat, der ihm wiederum eine Wohnung in Paris finanzierte. Seine Frau blieb in Südfrankreich und ging später in ein staatliches Altersheim für Künstler in Nogent-sur-Marne, einem ehemaligen Château. Sein Sohn Vincent Kaldor starb 1988 bei einem Unfall mit einem Hängegleiter.
Die Stadt Paris widmete ihm eine Retrospektive vom 19. Oktober 2005 bis zum 27. Mai 2006, die im Pariser Rathaus kostenfrei zu sehen war. Die Ausstellung zum Thema Paris wurde von mehr als 500.000 Besuchern besichtigt. In den Jahren 2004 und 2005 gab es in Deutschland eine Wanderausstellung zum Werk von Willy Ronis mit dem Titel La vie – en passant.

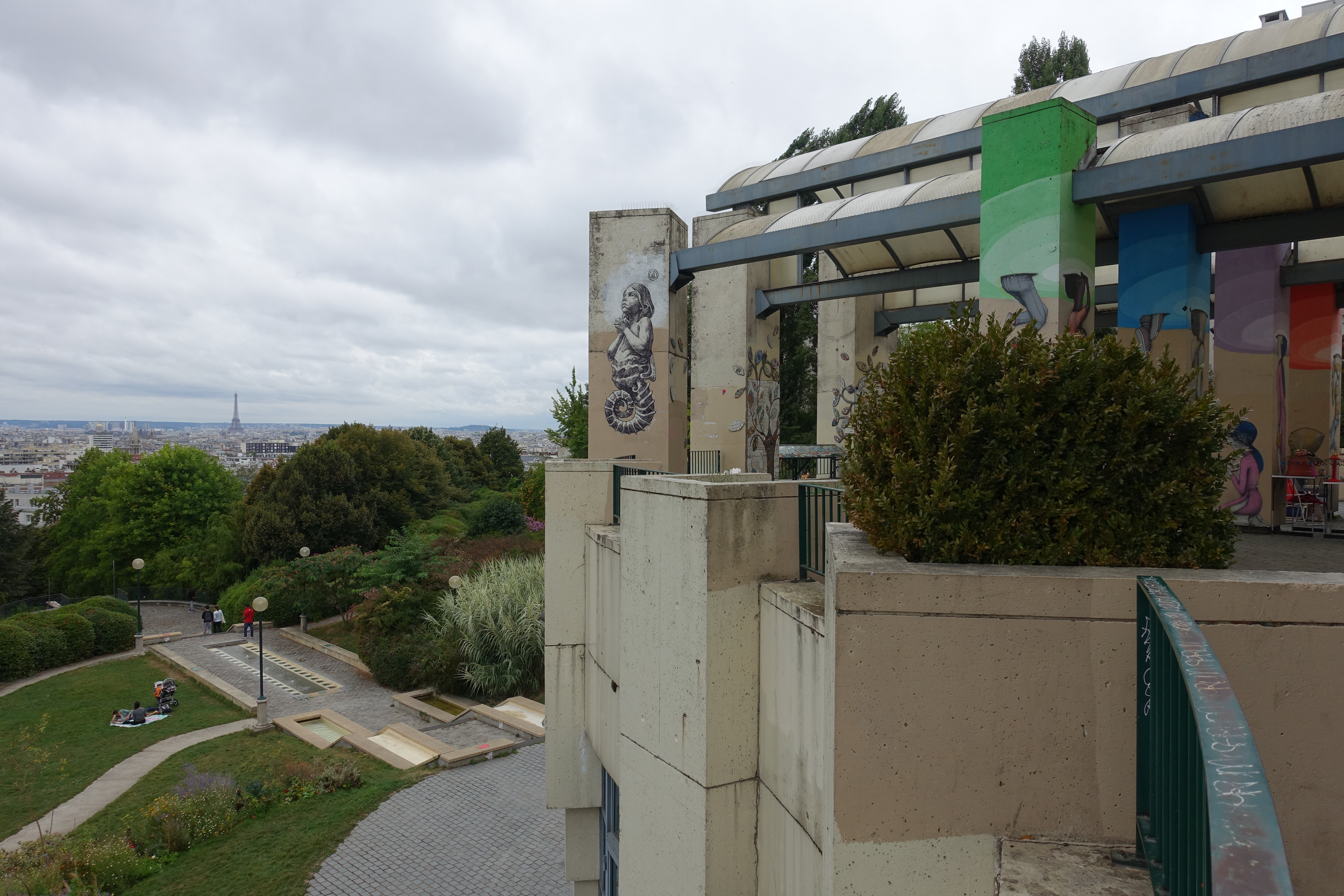
Belvédère Willy Ronis mit Blick auf Paris

Im oberen Teil des Parc de Belleville (20. Arrondissement von Paris) wurde ihm zu Ehren am 16. September 2015 von der Pariser Bürgermeisterin Anne Hidalgo der Belvédère Willy Ronis benannt, einem Aussichtsplatz mit Blick auf Paris, überdacht von einem hohen Freiluftpavillon mit drei Tonnengewölben. Von 1988 bis 2014 befand sich unterhalb der Dachterrasse das Maison de l'Air, worin Schulklassen über interaktive Computerterminals über die Luft und deren Verschmutzung informiert wurden.
Nach 73 Berufsjahren hörte Ronis mit 91 Jahren aus gesundheitlichen Gründen mit dem Fotografieren auf. Willy Ronis verstarb im Alter von 99 Jahren am 12. September 2009 im 20. Arrondissement, wo er seine letzten Lebensjahre verbracht hatte.

## Berühmte Fotografien
Viele seiner Fotografien erlangten eine hohe Bekanntheit und ikonische (prägende, prototypische bzw. archetypische) Bedeutung. Zu den beliebtesten Aufnahmen zählen
- Les amoureux de la Bastille, Paris, 1957 [= Die Liebenden der Bastille].[20][21][22]
- Le petit Parisien, 1952 [= Der kleine Pariser Junge].[23]
- Le nu provençal, Gordes, 1949 [= Der provenzalische Akt].[24]
- Gamins de Belleville, sous l'escalier de la rue Vilin, Paris, 1959 [= Kinder aus Belleville, unter der Treppe der Rue Vilin, Paris (heute abgerissen)].[21]
- Rose Zehner, déléguée syndicale, pendant une grève chez Citroën-Javel, Paris, 1938 [= Rose Zehner, Gewerkschafterin, während einem Streik bei Citroën-Javel, Paris].[21]

## Auszeichnungen (Auswahl)
- 1979: Grand Prix national de la photographie, vergeben vom Ministère de la Culture.[1]
- 1981: Prix Nadar, für sein Buch Sur le fil du hasard.
- 1990: Chevalier de la Légion d’honneur.[1]
- 1993: Mitglied der Royal Photographic Society.[25]
- 1994: Officier de l’ordre national du Mérite.[1]
- 2001: Commandeur de l’ordre national du Mérite.[1]
- 2008: Officier de la Légion d’honneur.[1]

## Ausstellungen (Auswahl)
- Willy Ronis à Paris. Hôtel de Ville, Paris, 19. Oktober 2005 – 27. Mai 2006.[9]
- Willy Ronis, Rétrospective. Rencontres d’Arles, Arles, 7. Juli 2009 – 13. September 2009.[26]
- Willy Ronis, une poétique de l’engagement. Galerie nationale du Jeu de Paume, Paris, 16. April 2010 – 22. August 2010.[27]
- Willy Ronis. Eine Retrospektive. Kunstmuseum Pablo Picasso Münster, 4. Mai 2013 – 1. September 2013.[28]
- 1936, le Front populaire en photographie. Hôtel de Ville, Paris, 19. Mai 2016 – 23. Juli 2016, (Beteiligung).[29]

## Publikationen (Auswahl)
- Belleville Ménilmontant. Text von Pierre Mac Orlan. Éditions Arthaud, Paris 1954. 
 Nachdruck: Belleville Ménilmontant. Éditions Hoëbeke, Paris 2018, ISBN 978-2-84230-081-4.
- Sur le fil du hasard. [= Dem Zufall auf der Spur.] Éditions Contrejour, Paris 1980; 1991, ISBN 2-85949-122-8.
- Mon Paris. Éditions Denoël, Paris 1985, ISBN 2-207-23166-6.
- mit Didier Daeninckx: A nous la vie! 1936–1958. Éditions Hoëbeke, Paris 1996; 2016, ISBN 978-2-84230-561-1.
- mit Régine Deforges: Toutes belles. Éditions Hoëbeke, Paris 1999, ISBN 978-2-905292-49-0.
- mit Paul Ryan: Willy Ronis. Ins Deutsche übertragen von Hans H. Harbort. Phaidon, Berlin 2002, ISBN 0-7148-9302-1.
- Willy Ronis. Paris éternellement. Vorwort von Daniel Karlin. Éditions Hoëbeke, Paris 2005, ISBN 2-84230-245-1.
- Nues. Text von Philippe Sollers. Éditions Terre Bleue, Paris 2008, ISBN 978-2-909953-22-9.
- Provence. Éditions Hoëbeke, Paris 2008, ISBN 978-2-84230-322-8.

## Filme
- Willy Ronis – Pariser Fotograf und Humanist. (OT: Willy Ronis, les combats d'un photographe.) Dokumentarfilm, Frankreich, 2020, 53:07 Min., Buch: Gabrielle de la Selle, Vladimir Vasak, Regie: Vladimir Vasak, Produktion: arte France, Day for Night, Erstsendung: 5. Juli 2020 bei arte, Inhaltsangabe von ARD.
- Belleville, das Paris der kleinen Leute von Willy Ronis. (OT: Belleville, le Paris populaire de Willy Ronis.) Dokumentarfilm, Frankreich, 2019, 13:00 Min., Buch und Regie: Julie Delettre, Produktion: arte France, Reihe: Stadt Land Kunst, Erstsendung des Beitrages: 11. Januar 2019 bei arte,  online-Video und Inhaltsangabe aufrufbar bis zum 11. Januar 2021.
- Willy Ronis' Blick auf die Provence. (OT: La Provence dans les yeux de Willy Ronis. Alternativtitel: Willy Ronis met à nu la Provence.) Dokumentarfilm, Frankreich, 2018, 12:37 Min., Buch und Regie: N.N., Produktion: arte France, Reihe: Stadt Land Kunst, Erstsendung: 26. Juni 2018, Inhaltsangabe von fernsehserien.de, Vorschau, 1:26 Min., (frz.)